# Piano rock
 (juillet 2016).
Si vous disposez d'ouvrages ou d'articles de référence ou si vous connaissez des sites web de qualité traitant du thème abordé ici, merci de compléter l'article en donnant les références utiles à sa vérifiabilité et en les liant à la section « Notes et références ».

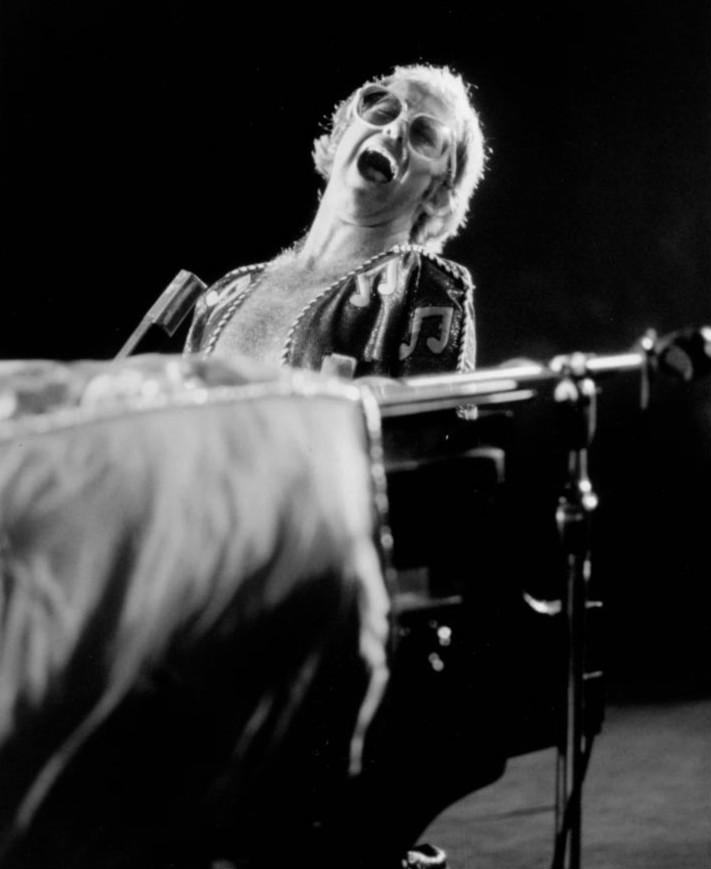
Photographie promotionnelle d'Elton John dans le cadre d'une émission spéciale sur chaine ABC-TV en Novembre 1974

Le piano rock, parfois appelé piano pop, est un style de musique issu du rock progressif s'articulant autour du piano et parfois d'instruments connexes tels que le Fender Rhodes ou encore le synthétiseur. Contrairement aux formations habituelles de rock associant une guitare électrique, une basse, une batterie et un chanteur, le piano rock met le pianiste au centre du groupe. Traditionnellement, le piano rock n'est pas aussi populaire que le rock classique. Cependant, certains groupes et artistes appartenant au style piano rock possèdent une certaine notoriété tels qu'Elton John, Billy Joel, The Fray, Vanessa Carlton, Daniel Powter, Coldplay ou encore Keane.

## Histoire
Les racines du piano rock remontent aux années 1950 avec les pionniers du Rock 'n' roll comme Little Richard et Jerry Lee Lewis. Nombre de leurs prestations fanatiques telles que les coups de pied portés sur les claviers des pianos de cacaos [réf. souhaitée], les descentes et les montées de gammes créant des effets spectaculaires ou encore le fait de s'asseoir sur le clavier sont désormais monnaie courante dans le piano rock moderne et sont souvent exécutées lors des prestations de Billy Joel, de Leon Russell, d'Elton John ainsi que de Ben Folds.
Elton John et Billy Joel peuvent être considérés comme les fondateurs du genre avec de nombreux succès durant les années 1970, 1980 et 1990, fusionnant les sons de Rhythm and blues des pianistes Ray Charles et Stevie Wonder avec le rock et la pop de Jerry Lee Lewis.
Des artistes comme Tori Amos, Ben Folds, ou encore Fiona Apple ont permis au piano rock de persister dans la conscience publique au cours des années 90 et 2000. Plus récemment d'autres artistes tels que Regina Spektor, Vanessa Carlton ou Anna Nalick appartiennent à ce style.

## Les récents succès du piano rock
Certains artistes modernes préfèrent utiliser le piano au lieu de guitares électriques, comme notamment le groupe anglais Keane, réputé pour ne pas utiliser de guitares. En effet, après s'être séparé de leur guitariste en 2001, le groupe encore inconnu a décidé de ne plus en avoir pour se focaliser sur l'utilisation du piano. En 2003, leurs morceaux de piano rock "Everybody's Changing" et "Somewhere Only We Know" ont fait d'eux un groupe internationalement reconnu[réf. souhaitée].
Ben Folds Five furent à l'origine de quelques succès dans les années 1990 notamment avec les titres "Brick" et "Song for the Dumped". Depuis sa séparation avec le groupe, Ben Folds connait également un grand succès dans sa carrière solo.
Evanescence est également un exemple de réussite dans le piano rock avec des morceaux comme  "Bring Me to Life" , "My Immortal" ou encore "Call Me When You're Sober". Le groupe anglais Coldplay a également contribué à la popularisation du genre avec les célèbres "Clocks" et "Speed of Sound".
Vanessa Carlton dans son album Be Not Nobody ainsi que le groupe The Fray avec How to Save a Life et Over My Head (Cable Car) mettent le piano au centre de leurs compositions.

## Artistes, singles et albums piano rock
- Little Richard
  - Here's Little Richard (1957)
- Fats Domino
  - Blueberry Hill,EP (1957)
- Jerry Lee Lewis
  - Jerry Lee's Greatest (1961)
- The Beatles
  - Let it be (1970)
- The Beach Boys
  - Pet Sounds (1966)
  - Surf's Up (1971)
- Elton John
  - Your Song,EP (1970)
  - Friends (1971)
  - Goodbye Yellow Brick Road (1973)
  - Honky Chateau (1972)
  - Captain Fantastic and the Brown Dirt Cowboy (1975)
- Leon Russell
  - Leon Russell (1970)
  - Leon Russell and the Shelter People (1971)
  - Carney (1972)
  - Hank Wilson's Back (1973)
  - Looking Back(1974)
- Gilbert O'Sullivan
  - Back to Front (1972)
- Chicago
  - Chicago Ⅴ (1972)
- Carole King
  - Wrap around Joy (1973)
- Mott the Hoople
  - The Golden Age of Rockn Roll,EP (1974)
- The Left Banke
  - Walk Away Renée/Pretty Ballerina (1967)
- The Zombies
  - Odessey and Oracle (1968)
- Neil Sedaka
  - Laughter in the Rain,EP (1975)
- Patti Smith
  - Easter (1978)
- Bruce Springsteen
  - Darkness at the Edge of Town (1978)
- Warren Zevon
  - Excitable Boy (1978)
- Jackson Browne
  - The Pretender (1975)
  - Running on Empty (1977)
  - Hold Out (1980)
- Bob Seger
  - Night Moves (1976)
  - Stranger in Town (1978)
  - Against the Wind (1980)
  - Nine Tonight (1981)
  - The Distance (1982)
  - Like a Rock (1986)
- Bruce Hornsby & The Range
  - The Way It Is (1986)
- Billy Joel
  - Piano Man (1973)
  - The Stranger(1977)
- The Corrs
  - Forgiven, Not Forgotten (1995)
  - Talk On Corners (1998)
  - In Blue (2000)
  - Borrowed Heaven (2004)
  - Home (2005)
- Tori Amos
  - Little Earthquakes (1992)
  - Under the Pink (1994)
  - Boys For Pele (1996)
  - From the Choirgirl Hotel (1998)
  - To Venus And Back (1999)
  - Strange Little Girls (2001)
  - Scarlet's Walk (2002)
  - The Beekeeper (2005)
  - American Doll Posse (2007)
- Ben Folds Five
  - Ben Folds Five (1995)
  - Whatever and Ever Amen (1997)
  - Naked Baby Photos (1998)
  - The Unauthorized Biography of Reinhold Messner (1999)

- Fiona Apple
  - Tidal (1996)
  - When the Pawn... (1999)
  - Extraordinary Machine (2005)
- Rufus Wainwright
  - Rufus Wainwright (1998)
  - Release the Stars (2007)
- Thirteen Senses
  - The Invitation (2004)
  - Contact (album) (2007)
- Something Corporate
  - Ready... Break (2000)
  - Leaving Through the Window (2002)
  - Songs for Silent Movies (2003)
  - North (2003)
- Five for Fighting
  - America Town (2000)
  - The Battle for Everything (2004)
  - Two Lights (2006)
  - Slice (2010)
- Ben Folds
  - Rockin' the Suburbs (2001)
  - Songs for Silverman (2005)
  - Supersunnyspeedgraphic (2006)
- Coldplay
  - Parachutes (2000)
  - A Rush of Blood to the Head (2002)
  - X&Y (2005)
- Regina Spektor
  - 11:11 (2001)
  - Songs (2002)
  - Soviet Kitsch (2004)
  - Begin to Hope (2006)
  - Far (2009)
- Vanessa Carlton
  - Be Not Nobody (2002)
  - Harmonium (2004)
  - Heroes & Thieves (2007)
- Delta Goodrem
  - Innocent Eyes (2003)
  - Mistaken Identity (2004)
- The Dresden Dolls
  - The Dresden Dolls (2003)
  - Yes, Virginia... (2006)
  - A is for Accident (2003)
- Keane
  - Hopes and Fears (2004)
  - Under the Iron Sea (2006)
- The Blood Arm
  - Bomb Romantics (2004)
  - Lie Lover Lie (2006)
- Sara Bareilles
  - Careful Confessions (2004)
  - Little Voice (2007)
- Lucie Silvas
  - Breathe In (2004)
  - The Same Side (2006)
- Missy Higgins
  - The Sound of White (2005)
- Jack's Mannequin
  - Everything in Transit (2005)
  - The Glass Passenger (2008)
- The Fray
  - How to Save a Life (2005)
  - The Fray (2009)
- Harvey Danger
  - Little by Little... (2005)
- The White Stripes
  - Get Behind Me Satan (2005)
- Aqualung
  - Strange and Beautiful (2005)
  - Memory Man (2007)
- Blue October
  - Foiled (2006)
- Leigh Nash
  - Blue On Blue (2006)
- The Good, the Bad and the Queen
  - The Good, the Bad and the Queen (2007)
- Jon McLaughlin
  - Indiana (2007)
- Andrea Corr
  - Ten Feet High (2007)